# Orchestre philharmonique des enfants d'Odienné
L'orchestre philharmonique des enfants d'Odienné est un orchestre symphonique ivoirien crée en 2022. Il est composé de 154 enfants, de la ville d'Odienné, située au Nord-ouest de la Côte d'Ivoire. L'orchestre philharmonique des enfants d'Odienné donne sa première prestation lors du 63ème anniversaire d'indépendance de la Côte d'Ivoire.

## Historique
la création de l'orchestre philharmonique des enfants d'Odienné En 2022, est un projet de Maitre Adama Kamara, Ministre Ivoirien de l'Emploi et de la Protection Sociale, passionné de musique. Cette ambition lui vient lors d'un voyage à Paris, où il est inspiré par une vidéo de El Sistema qu'il visionne dans un magasin de musique. Emerveillé par l'histoire de ces enfants, il décide de reproduire le modèle dans son pays. 

## Mode de fonctionnement
L'équipe de formateurs est constituée à la suite d'un casting. Ils sont issus de l'Insaac. les musiciens sont composés de 154 Enfants, filles et garçons, âgés de 6 à 16 ans, dont une dizaine d'enfants déscolarisés.

## Instruments
En plus de ses musiciens, la particularité de l'orchestre philharmonique des enfants d'Odienné réside aussi dans ses instruments. Les enfants y jouent des instruments de musique tels que le violon, l'alto, le violoncelle, la contrebasse, la flûte traversière, le saxophone, la clarinette, la trompette, le trombone, le cor, le tuba, mais aussi des instruments africains comme le djembé et le balafon. La présence de ces instruments dans un orchestre symphonique est une grande première mondiale.

## Popularité
Le 07 août 2023, l'orchestre donne sa première prestation avec maestria devant le Chef de l'Etat de la Côte d'Ivoire, Alassane Ouattara, lors des festivités de l'indépendance, au Palais présidentiel,. Il interprète des chansons comme "l'Abidjanaise" ou "Tata" de l'artiste Tiken Jah Fakoly. À la suite de cet exploit, les enfants émerveillent leur public et sont accueillis avec ferveur dans leur ville natale.
Le 11 février 2024, l'orchestre se produit lors de la cérémonie de clôture de la finale de la CAN (Football, Coupe d'Afrique des Nations). Il révèle ainsi au monde entier que ces enfants venus de la province la moins favorisée de Côte d'Ivoire peuvent être extraordinaires et que l'orchestre est un outil social exceptionnel.